# Diskriminacija na delovnem mestu
Diskriminacija na delovnem mestu je diskriminacija na različnih področjih dela, kot so zaposlovanje, napredovanje, izobraževanje, usposabljanje, prekvalifikacija, plača in drugi prejemki, odsotnost z dela, delovni odnosi, delovne naloge, delovne razmere, delovni čas ter prenehanje delovnega razmerja. Diskriminacija nastopa v obliki  neposredne in posredne diskriminacije ter v obliki nadlegovanja, ki je lahko tudi spolno nadlegovanje. Spolna usmerjenost je pogosto tista osnova, na kateri se udejanjajo različne oblike kršitev, neenakosti in diskriminacije. Ta vrsta diskriminacije istočasno poteka tudi na osnovi spola, pri čemer vključuje tako biološki kot družbeni spol. Obstajata dva glavna načina za preprečevanje in odpravljanje diskriminacije. To sta politična (zakonodajna) pot in pravna (sodna) pot.

## Pojem
Diskriminacija na delovnem mestu je neenako obravnavanje posameznikov v različnih fazah zaposlovanja na podlagi njihovih osebnih okoliščin, kot so rasna ali etnična pripadnost, narodnost, verska pripadnost, telesna ali duševna hendikepiranost, zdravstveno stanje, spol, spolna usmerjenost, starost, socialno-ekonomski status, starševstvo, zakonski stan, zunanji videz, članstvo v sindikatu, politično prepričanje in svetovni nazor. Posamezniki se znajdejo v neenakem položaju zaradi omenjenih osebnih okoliščin v primerjavi z ostalimi posamezniki, ki teh osebnih okoliščin nimajo, so pa  povsem enako usposobljeni in razlik v ključnih lastnostih za opravljanje določenega dela med njimi ni. Do diskriminacije v delovnem okolju lahko pride na področju zaposlovanja, ko oseba še ni v delovnem razmerju z organizacijo, in pa med procesi, ko je oseba že v delovnem razmerju.
Diskriminacija na delovnem mestu negativno vpliva na zdravje in psihično blagostanje žrtev diskriminacije. Vodi do stresa na delovnem mestu, do konfliktov, do povečanega absentizma, zmanjšuje produktivnost zaposlenih ter tako pušča negativne posledice tudi na ekonomskem področju..

## Oblike diskriminacije na delovnem mestu

### Negativna diskriminacija
Ko se oseba znajde v manj priviligiranem pravnem, političnem, ekonomskem ali socialnem  položaju zaradi ene ali več osebnih okoliščin, govorimo o negativni diskriminaciji. Poznamo tri osnovne oblike negativne diskriminacije na delovnem mestu:
-	Čista diskriminacija: Do čiste diskriminacije na delovnem mestu prihaja takrat, ko se oseba znajde v manj ugodnem položaju pri zaposlovanju, napredovanju, plačilu in drugih podobnih vidikih dela in zaposlovanja, zgolj na osnovi določene osebne okoliščine.
-	Poklicna segregacija: Poklicna segregacija označuje pojav, ko se na določenih delovnih mestih koncentrirajo osebe s točno določenimi osebnimi okoliščinami, čeprav to objektivno ni potrebno.
-	Statistična diskriminacija: Statistična diskriminacija označuje pojav povezan z informacijsko asimetrijo, ki se ustvari zaradi napačnega prepričanja o popolni informiranosti o posamezniku. Nastopi takrat, ko se posameznik ali organizacija o drugem posamezniku odloča v skladu s splošnimi predpostavkami. Te predpostavke sicer temeljijo na statistično veljavnih podatkih o določeni skupini, a se nepravično uporabljajo za sprejemanje odločitev o posamezniku, ki tej skupini pripada.

### Pozitivna diskriminacija
Pozitivna diskriminacija zajema številne ukrepe, ki poskušajo zmanjšati neenakosti, ki izhajajo iz negativne diskriminacije na trgu dela. Ranljivim skupinam, ki so zaradi osebnih okoliščin bolj izpostavljene diskriminaciji, države navadno zagotavljajo dodatno varstvo v obliki posebnih, dodatnih pravic, ki so določene z ustavo ali zakoni in jim z njimi omogočajo enake možnosti družbene participacije. Primer pozitivne diskriminacije v Sloveniji je  Zakon o zaposlitveni rehabilitaciji in zaposlovanju invalidov, ki določa obvezne kvote oziroma deleže zaposlovanja invalidov. Na tak način določenim skupinam zagotavljamo dostop do določenih delovnih mest, ki bi jim drugače bila nedosegljiva.

### Neposredna diskriminacija
O neposredni diskriminaciji govorimo takrat, ko je oseba zaradi določene osebne okoliščine neposredno oziroma direktno obravnavana manj ugodno kot druga oseba, za katero ni značilna ta osebna okoliščina. Tak primer bi bil recimo razpis za delovno mesto natakarja/natakarice, kjer bi bil eden od pogojev za prijavo na delovno mesto starost do 30 let. V tem primeru so vse osebe, ki so starejše od 30 let izključene iz selekcijskega postopka in tako postavljene v neugoden in neenakopraven položaj. Tak pogoj bi bilo možno postaviti samo v primeru, če bi bila narava dela taka, da bi objektivno zahtevala prisotnost točno določenih osebnih okoliščin.

### Posredna diskriminacija
O posredni diskriminaciji govorimo takrat, ko se izkaže, da imajo navidez nevtralni kriteriji ali merila diskriminatoren vpliv na določene ljudi ali skupine. Tak primer je zahteva po odličnem znanju slovenskega jezika v razpisu, ko to poznavanje ni ključno za opravljanje določenega dela. S tem ko je postavljen ta pogoj, so določeni iskalci zaposlitve, kot so tujci in pripadniki jezikovnih in etničnih manjšin, posredno postavljeni v neenakopraven položaj.

### Nadlegovanje
Nadlegovanje je neprimerno ravnanje, ki vključuje zmerjanje, šikaniranje, zbijanje šal ali podajanje neprijetnih opazk na račun neke osebne okoliščine. Tako obnašanje  na delovnem mestu lahko ustvarja neprijetno, žaljivo, ponižujoče in sramotilno okolje. Od subjektivnega dojemanja situacije s strani žrtve pa je odvisno, kdaj lahko določeno dejanje označimo kot nadlegovanje. Recimo šala na račun homoseksualcev lahko pri določeni osebi vzbudi ponižujoča in žaljiva občutja, drugo osebo pa sploh ne zmoti. Pomembno je, da žrtev svoja občutja izrazi, zato da se kršitelj zave, katera njegova ravnanja delujejo kot nadlegovanje.
Pogosta oblika nadlegovanja na delovnem mestu je spolno nadlegovanje.

### Diskriminacija na osnovi spolne usmerjenosti
Spolna usmerjenost je pogosto tista osnova, na kateri se udejanjajo različne oblike kršitev, neenakosti in diskriminacije. Ta vrsta diskriminacije istočasno poteka tudi na osnovi spola, pri čemer vključuje tako biološki kot družbeni spol. Biološki spol je fizična danost, družbeni spol pa je simbolni pomen, ki ga kultura pripisuje biološkemu spolu, zlasti v zvezi z družbeno vlogo spolov.
Zaradi nizke stopnje družbene vidljivosti in neustrezne zakonske zaščite se geji in lezbijke uvrščajo med posebej ranljive skupine, z visoko stopnjo tveganja. Vidiki diskriminacije, neenakosti in zatiranja gejev in lezbijk so zelo različni, vsem pa je skupno to, da napadajo osebno celovitost in dostojanstvo posameznika ali posameznice. Ločimo odkrito in prikrito diskriminacijo.
Med odkrite oblike sodijo: 
1. širjenje homofobije in predsodkov;
2. zasmehovanje in šikaniranje;
3. sovražni govor;
4. širjenje in vzpodbujanje nestrpnosti;
5. psihično nadlegovanje ali nasilje;
6. fizično nadlegovanje ali nasilje;
7. spolno nadlegovanje ali nasilje;
8. javno razkritje homoseksualne identitete posameznika proti njegovi volji;
9. odklonilna ali sovražna stališča verstev in verskih institucij.

Prikrite oblike so:
1. legalizirana diskriminacija (ki se dogaja s strani državnega aparata ali z vednostjo le-tega; manifestira se kot nevednost, spregledovanje, ignoriranje in neukrepanje pristojnih državnih služb ter ohranjanje neenakosti v zakonodaji);
2. vsiljena, normativna heteroseksualnost;
3. družbeni heteroseksizem;
4. medikalizacija, zdravljenje ali prisilno zdravljenje homoseksualnosti;
5. prisilna poroka in prisilna nosečnost;
6. površna medijska obravnava homoseksualnosti in navidezno »nevtralno«	novinarstvo (npr. pristop proetcontra).[1].

### Trpinčenje oziroma mobing
Mobing predstavlja specifično obliko zlorabe na delovnem mestu, ki vključuje ponavljajoča se neetična dejanja, kot so nasilje, sovražna komunikacija, zasmehovanje, zatiranje in druga podobna dejanja ene osebe ali več oseb na delovnem mestu, ki so usmerjena proti drugi osebi ali skupini.

### Druge oblike
Poleg zgoraj naštetih splošnih oblik diskriminacije na delovnem mestu, obstajajo še nekatere druge oblike diskriminacije na delovnem mestu.
- Diskriminacija preko povezave: Do diskriminacije preko povezave pride, ko je oseba manj ugodno obravnavana, zato ker je povezana z drugo osebo, ki ima določeno osebno okoliščino, zaradi katere je posredno ali neposredno diskriminirana.
- Institucionalna diskriminacija: Ta oblika diskriminacije izhaja iz zakonskih predpisov sistemske ureditve in politike državnih institucij. Po navadi prizadane celo skupino ljudi, ki si deli določene osebne okoliščine.
- Povračilni ukrepi ali viktimizacija: Do viktimizacije pride, ko je oseba izpostavljena negativnim posledicam, zaradi ukrepanja proti diskriminaciji na delovnem mestu.
- Strukturna diskriminacija: Do strukturne diskriminacije prihaja, ko posamezna organizacija deluje na podlagi pisanih in nenapisanih pravil, ki lahko privedejo do neenake obravnave posameznikov z določenimi osebnimi okoliščinami.

## Pravna ureditev diskriminacije na delovnem mestu v Sloveniji
Diskriminacija v vseh fazah zaposlovanja je pravno prepovedana in njeno prepoved urejajo številni pravni viri. Obstajata dva glavna načina za preprečevanje in odpravljanje diskriminacije. To sta politična (zakonodajna) pot in pravna (sodna) pot. Politična ali zakonodajna pot predstavlja spremembe zakonodaje (ukinjanje diskriminatorne zakonodaje in uvajanje zaščitne zakonodaje). Pravna pot pa vodi preko pravosodnega sistema in sodišč, na podlagi ustavnega, nacionalnega in mednarodnega prava. Temeljne osnove za politiko nediskriminacije in enakih možnosti v zaposlovanju so Zakon o delovnih razmerjih, Zakon o uresničevanju načela enakega obravnavanja. Ta zakonodaja daje gejem in lezbijkam v Sloveniji celovito pravno podlago, da ukrepajo v primeru domnevnih kršitev svojih pravic ter poiščejo rešitve po pravni poti..

### Ustava Republike Slovenije
Ustava Republike Slovenije iz leta 1991 v členih od 14.- 65. ureja področje človekovih pravic in temeljnih svoboščin. Tu so zapisana temeljna določila, ki prepovedujejo diskriminacijo na kakršnikoli osnovi.
Skladno s 14. členom ustave, ki ureja načelo enakosti pred zakonom, so v Republiki Sloveniji vsakomur (tako državljanom kot tujcem) zagotovljene enake človekove pravice in temeljne svoboščine, ne glede na narodnost, raso, spol, jezik, vero ali drugo prepričanje, rojstvo, izobrazbo, gmotno stanje, družbeni položaj ali katerokoli drugo osebno okoliščino. Gre za ustavno prepoved diskriminacije, ki zavezuje vse odločujoče organe, med katere spadajo tudi delodajalci, da ob odločitvah, ki zadevajo človekove pravice in temeljne svoboščine, spoštujejo načelo enakosti.
Načelo enakosti je zastopano tudi v drugih ustavnih določbah, kjer so vsakomur v Republiki Sloveniji zagotovljene pravice, kot so spoštovanje načela enakosti v procesu izvajanja zakonov in drugih državnih aktov, spoštovanje osebnega dostojanstva in varnosti, nedotakljivost človekove telesne in duševne celovitosti, njegove zasebnosti in osebnostnih pravic ter spoštovanje načela enakosti v kazenskih postopkih.
Ustava v 49. členu prav tako zagotavlja spoštovanje načela enakosti pri dostopu do dela.  V tem členu je vsakomur zagotovljena svoboda izbire dela ter dostopnost vsakega delovnega mesta pod enakimi pogoji.
To poglavje ustave prepoveduje tudi vsakršno spodbujanje k narodni, rasni, verski ali drugi neenakopravnosti ter razpihovanju narodnega, rasnega, verskega ali drugega sovraštva in nestrpnosti.

### Kazenski zakonik
Pravni red Republike Slovenije določa tudi kazenske sankcije v primeru kršenja posameznih pravic, ki izhajajo iz nacionalnih pravnih virov. Med njimi je tudi kršenje pravice do enakopravnosti.
Širjenje nacionalnega, rasnega ali verskega sovraštva, ki bi pomenilo spodbujanje k diskriminaciji, sovraštvu ali nasilju so v kazenskem zakoniku določeni kot kazniva dejanja. Osebe, ki zaradi osebnih okoliščin, kot so narodnost, rasa, veroizpoved, etnična pripadnost, spol, jezik, izobrazba, družbeni položaj ali kakšna druga okoliščina prikrajšajo koga za katero izmed človekovih pravic ali temeljnih svoboščin, ki so priznane od mednarodne skupnosti ali določene z Ustavo ali zakonom, mu tako pravico omejijo ali pa dajo komu na podlagi takšnega obravnavanja kakšno ugodnost, se kaznuje z denarno ali zaporno kaznijo.

### Zakon o delovnih razmerjih
Področje zaposlovanja in dela je bilo eno od prvih področij preprečevanja diskriminacije v slovenski zakonodaji. Zakon o delovnih razmerjih, ki je bil sprejet leta 2002, za razliko od predhodnega zakona, uvaja povsem nove določbe glede prepovedi diskriminacije. Zakon je na osnovi evropske Direktive o splošnih okvirih enakega obravnavanja pri zaposlovanju in delu  prepovedal diskriminacijo na osnovi različnih osebnih okoliščin.
Zakon ureja delovna razmerja, ki se sklepajo s pogodbo o zaposlitvi med delavcem in delodajalcem.
6. člen zakona ureja prepoved diskriminacije na delovnem mestu in povračilne ukrepe. Ta člen pravi, da mora delodajalec iskalcu ali iskalki zaposlitve pri zaposlovanju ali delavcu v času trajanja delovnega razmerja in v zvezi s prenehanjem pogodbe o zaposlitvi zagotavljati enako obravnavo ne glede na narodnost, raso ali etnično poreklo, nacionalno in socialno poreklo, spol, barvo kože, zdravstveno stanje, invalidnost, vero ali prepričanje, starost, spolno usmerjenost, družinsko stanje, članstvo v sindikatu, premoženjsko stanje ali drugo osebno okoliščino v skladu s tem zakonom, predpisi o uresničevanju načela enakega obravnavanja in predpisi o enakih možnostih žensk in moških.
Enako obravnavo pa mora delodajalec zagotavljati zlasti pri zaposlovanju, napredovanju, usposabljanju, izobraževanju, prekvalifikaciji, plačah in drugih prejemkih iz delovnega razmerja, odsotnostih z dela, delovnih razmerah, delovnem času in odpovedi pogodbe o zaposlitvi. Ta člen določa tudi prepoved neposredne in posredne diskriminacije na delovnem mestu.
Poseben del člena izpostavlja tudi, da se manj ugodno obravnavanje delavcev, ki je povezano z nosečnostjo ali starševskim dopustom, tudi šteje za diskriminacijo.
V 7. členu zakona je prepovedano tudi spolno in drugo nadlegovanje na delovnem mestu, ki se po določilih tega zakona šteje kot diskriminatorno vedenje na delovnem mestu. Prav tako ta člen določa, da je delodajalec tisti, ki mora v primeru obtožbe o kršitvi načela enakopravnosti priskrbeti dokaze, da je narava dela zahtevala različno obravnavo.
8. člen tega zakona pa ureja odškodninsko odgovornost delodajalca do kandidata, če do kršitve prepovedi diskriminacije pride.

### Zakon o uresničevanju načela enakega obravnavanja
Zakon o uresničevanju načela enakega obravnavanja določa temelje za zagotavljanje enakega obravnavanja vsakogar pri uveljavljanju njegovih pravic in obveznosti ter pri uresničevanju temeljnih svoboščin na kateremkoli področju družbenega življenja.
Zakon zlasti poudarja uresničevanje načela enakega obravnavanja na področjih zaposlovanja, delovnih razmerij, vključevanja v sindikate in interesna združenja, vzgoje in izobraževanja, socialne varnosti, dostopa do dobrin storitev ter oskrbe z njimi.
Zakon določa subjekte, ki z ukrepi, ki so v okviru njihovih pristojnosti, ustvarjajo pogoje za uresničevanje načela enakega obravnavanja ter skrbijo za osveščanje diskriminiranih oseb in domnevnih kršiteljev oziroma kršiteljic kot tudi družbe kot celote. 
Zakon prav tako vzpostavlja institucionalne pogoje za delovanje zagovornika oziroma zagovornice načela enakosti, ki z obravnavo primerov domnevnega neenakega obravnavanja po določbah tega zakona nudi pomoč diskriminiranim osebam.
Zakon prepoveduje kakršnokoli ravnanje, ki pomeni diskriminacijo. V primeru, če do diskriminacije vseeno pride, zakon nadalje prepoveduje viktimizacijo. To pomeni, da diskriminirana oseba ne sme biti izpostavljena neugodnim posledicam zaradi njenega ukrepanja.
V zakonu je tudi zapisano, da ta ne izključuje različnega obravnavanja na podlagi določene osebne okoliščine, če je takšno različno obravnavanje objektivno in upravičuje zakonit cilj in so sredstva za doseganje tega cilja ustrezna in potrebna.
Zakon določa tudi nosilce nalog, določene s tem zakonom in njihove pristojnosti. Na osnovi omenjenega zakona je bil ustanovljen Svet Vlade za uresničevanje načela enakega obravnavanja. Svet je strokovni in posvetovalni organ Vlade Republike Slovenije, ki je zadolžen za spremljanje in ocenjevanje položaja posameznih družbenih skupin z vidika načela enakega obravnavanja in načela prepovedi diskriminacije. 
Sestavljajo ga predstavnice oziroma predstavniki posameznih ministrstev in vladnih služb ter nevladnih organizacij in strokovnih institucij.

### Zakon o enakih možnostih žensk in moških
Zakon o enakih možnostih žensk in moških se osredotoča zgolj na diskriminacijo na podlagi spola. Namen zakona je določitev skupnih temeljev za izboljšanje položaja žensk in ustvarjanje enakih možnosti za oba spola na političnem, ekonomskem, socialnem, vzgojno-izobraževalnem ter na drugih področjih družbenega življenja. Zavzema se za odstranjevanje ovir za vzpostavljanje enakosti spolov, zlasti s preprečevanjem in odpravljanjem neenakega obravnavanja spolov kot oblike diskriminacije v praksi ter ustvarjanjem pogojev za vzpostavljanje enake zastopanosti obeh spolov na vseh področjih družbenega življenja.

### Zakon o izenačevanju možnosti invalidov
Namen zakona o izenačevanju možnosti invalidov je preprečevanje in odpravljanje diskriminacije, ki temelji na invalidnosti. Diskriminacija zaradi invalidnosti pomeni vsako razlikovanje, izključevanje ali omejevanje na podlagi invalidnosti, katerega namen ali posledica je zmanjšanje ali izničevanje enakopravnega priznavanja, uživanja ali uresničevanja vseh pravic in obveznosti na vseh ključnih področjih življenja. Cilj zakona je tako za invalide zagotavljati enako obravnavo na vseh življenjskih področjih. Temeljna načela tega zakona so spoštovanje in zagotavljanje človekovih pravic ter dostojanstva invalidov, zagotavljanje enakih možnosti za invalide in njihova nediskriminacija ter spoštovanje in sprejemanje različnosti zaradi invalidnosti.

## Statistični podatki o diskriminaciji na delovnem mestu v Sloveniji
Leta 2010 je Fakulteta za management v Kopru izvedla študijo o diskriminaciji na trgu dela v Sloveniji, ki jo je s pomočjo Evropske komisije financiral Urad za enake možnosti. Študija z vidikov tistih, ki zaposlitev še iščejo, že zaposlenih in delodajalcev analizira obstoj diskriminacije na slovenskem trgu dela. Rezultati študije so pokazali, da je diskriminacija na trgu dela v Sloveniji značilno prisoten pojav. Študija ugotavlja, da imajo sindikati in delodajalci slab sistem spremljanja in evidentiranja diskriminacije na delovnem mestu. Rezultati študije so prav tako pokazali, da so posamezniki na slovenskem trgu dela najbolj diskriminirani na podlagi sledečih osebnih značilnosti: spol, starost, etnična pripadnost, spolna usmerjenost in invalidnost.
Opazna je diskriminacija po spolu, in sicer v prid moškim in v škodo žensk. Prednost pred ženskami imajo moški predvsem v fazi zaposlovanja, pri višine plače in možnostih napredovanja. Razlogi, zakaj delodajalci raje zaposlujejo moške kot ženske, so različni. Njihova odločitve o zaposlitvi lahko temelji na stereotipnem mišljenju, da so ženske manj produktivne in kompetentne kot moški. Ženske naj bi bile tudi po stereotipnih prepričanjih bolj usmerjene v družino in manj osredotočene na delo kot moški. Predvsem pa jih delodajalci zaradi rojevanja in vzgoje otrok lahko dojemajo kot bolj nezanesljive in pa tudi kot večji strošek za podjetje..
Tudi starost se je v tej študiji izkazala za omejitev pri zaposlovanju. Rezultati so pokazali, da so mlajši od 25 let in starejši od 50 let težje zaposljivi.
Diskriminaciji na podlagi etnične pripadnosti in narodnosti so najbolj izpostavljeni pripadniki romske manjšine. Mnogo podatkov kaže na ranljivost romske skupnosti na področju zaposlovanja. Iz popisa prebivalstva iz leta 2002 je razvidna 72 % stopnja brezposelnosti Romov. V poročilu evropskega komisarja za človekove pravice in poročilu State Departmenta o človekovih pravicah najdemo podatek, da stopnja brezposelnosti Romov presega 90 %.  V poročilih Urada RS za narodnosti pa je Amnesty International zasledil podatke, da sta zaposlena le 2 % Romov, 98 % pa jih je nezaposlenih in prejemajo državno socialno pomoč. Podatki obsežne raziskave iz leta 2006 med Romi na področju Dolenjske, Bele krajine, Kočevja, Posavja in Grosuplja pa kažejo na to, da je v omenjenih krajih trenutno zaposlenih samo 7 % Romov. Od tega jih je 26 % nekoč že bilo zaposlenih, a so svojo zaposlitev izgubili. Raziskava je pokazala, da 28 % romskih respondentov meni, da je njihovo romsko poreklo vzrok za brezposelnost.
Raziskava je na podlagi spolne usmerjenosti prav tako pokazala obstoj diskriminacije na delovnem mestu, pri iskanju zaposlitve, poklicnem napredovanju in neupravičenem odpuščanju z dela. Med anketiranimi je bilo 20.3% takšnih, ki so na delovnem mestu doživeli diskriminacijo na osnovi seksualne usmerjenosti: žaljive opazke, posmehovanje, spolno nadlegovanje, fizično nasilje. 3% jih meni, da so bili odpuščeni zaradi seksualne usmerjenosti, 7% jih je bilo v neenakem položaju pri iskanju zaposlitve, 14.5% je bila istospolna usmerjenost ovira pri poklicnem napredovanju .
Tudi invalidi so skupina, ki je na slovenskem trgu dela izpostavljena diskriminaciji. Družba invalide še vedno ne sprejema, jih pomiluje ali pa meni, da ne sodijo na delovno mesto. Sodelavci tudi ne vedo dobro, na kakšen način se obnašati v njihov družbi in jih sprejeti v delovno okolje. Velikokrat se jih tudi označuje kot manj kompetentne za delo. Mnogi delodajalci se tudi bojijo zaposliti invalida ali pa jih postaviti na visok položaj, saj se bojijo, da jih družba ne bo sprejela in da bodo zaradi pritiska dali odpoved. Težava pa je tudi v tem, da delodajalci precenijo stroške, ki bi jih imeli s prilagajanjem delovnega mesta invalidom in s strokovno podporo. Tu jim velikokrat nudita pomoč država ali pa Zavod Republike Slovenije za zaposlovanje.

## Odkrivanje in nadlegovanje diskriminacije
Nadlegovanje in diskriminacija nista le protizakonita, temveč predvsem znižujeta delovno moralo in motivacijo. Vsi zaposleni potrebujejo pozitivno spodbudo. Dolžnost vodilnih delavcev je ažurno ukrepati v primeru nepravilnosti. Geji in lezbijke se na delovnem mestu zaradi svoje seksualne usmerjenosti srečujejo s prikritimi ali neposrednimi vrednostnimi sodbami, posmehovanjem sodelavcev, zmerjanjem ali žaljivimi opazkami. V skrajnih primerih lahko poleg verbalnega nastopi tudi fizično nasilje, motivirano s homofobičnim sovraštvom. Da bi se geji in lezbijke tem bolečim situacijam izognili, v veliki večini skrivajo svojo seksualno usmerjenost na delovnem mestu. To imenujemo ponotranjena homofobija. To se pokaže  v obliki stisk, občutkov manjvrednosti, ogroženosti, strahu in nezaupanja. Vse to lahko pomeni hudo oviro v delovnem življenju gejev in lezbijk ter izgradnji poklicne kariere. Homofobija se lahko kaže tudi kot nadlegovanje. Nadlegovanje je vsako nezaželeno vedenje. Prizadeta oseba sama odloči, kaj je zanjo nezaželeno vedenje. Nezaželeno vedenje je tisto, ki ga prizadeti zavrne; to pomeni, da nadlegovalcu da razločno vedeti, da tega noče. Nadlegovanje in diskriminacija gejev in lezbijk na delovnem mestu včasih nista razvidna na prvi pogled. Značilno je, da ju motivira homofobija, to je iracionalni odpor in strah pred homoseksualnostjo, ki lahko poraja tudi sovražna čustva. Homofobija pomeni tudi globok strah pred možnostjo, da bi nekdo tudi sam lahko bil homoseksualec. Fizična in psihična privlačnost do pripadnikov istega spola lahko izzove ekstremno anksioznost, ko se ti občutki privlačnosti potiskajo in negirajo . 

Kako se homofobija kaže? Geje se pogosto naziva z ženskimi imeni ali vzdevki.
Obratno se lezbijke naziva z moškimi imeni ali vzdevki. Oboje je oblika diskriminacije. Namigovanje, da je nekdo gej ali lezbijka, grožnje o razkritju homoseksualne identitete ali razkritje (outiranje) nekoga proti njegovi ali njeni volji na delovnem mestu so prav tako oblike diskriminacije. V delovnem okolju se gejev in lezbijk ali tistih, za katere kolektiv domneva, da so homoseksualni, drži stigma nenehne seksualne grožnje za okolico. Na geje in lezbijke se gleda kot na osebe, ki naj bi stalno prežale na potencialne seksualne objekte. Ta stereotip je posledica ideologije o nadpovprečni in nebrzdani seksualni aktivnosti in promiskuiteti gejev in lezbijk. Gre za poskus reduciranja homoseksualne identitete zgolj na nivo seksualnih praks, hkrati pa se zanika ostale elemente identitete. Namen redukcije je vzpostavitev družbene distance do manjšin, da bi se legitimirala »normalnost« družbene večine. Pogosta je predstava, da je življenjski slog gejev in lezbijk nemoralen in za večinsko mnenje nesprejemljiv. Iz tega se izpeljujejo zaključki, da geji in lezbijke ne bi smeli delati z otroki oziroma imeti stika z ljudmi. Stopnja homofobije je zato izjemno visoka v pedagoških poklicih, šolstvu, zdravstvu, medicinski oskrbi .